# Spoiler Alert
Spoiler Alert es una película biográfica estadounidense de drama protagonizada por Jim Parsons y Ben Aldridge como dos amantes, uno que observa los últimos meses del otro antes de su muerte por cáncer terminal. La película, basada en las memorias de 2017 Spoiler Alert: The Hero Dies de Michael Ausiello, está dirigida por Michael Showalter y escrita por David Marshall Grant y Dan Savage. Parsons interpreta a Ausiello y Aldrige interpreta a su amante Kit Cowan, quien muere de cáncer.
Spoiler Alert fue estrenada en los Estados Unidos el 2 de diciembre de 2022 por Focus Features.

## Premisa
La película sigue el último período de 11 meses de la vida del fotógrafo Kit Cowan, desde su diagnóstico de cáncer terminal hasta su muerte, a través de los ojos de su esposo Michael Ausiello y su relación.

## Reparto
- Jim Parsons como Michael Ausiello
- Ben Aldridge como Kit Cowan
- Sally Field como Marilyn Cowan
- Bill Irwin
- Antoni Porowski
- Nikki M. James como Nina
- Jeffery Self
- Tara Summers

## Producción
La producción comenzó en diciembre de 2018, cuando Jim Parsons firmó para producir y protagonizar la película y Michael Showalter firmó para dirigirla. En julio de 2021, Ben Aldridge fue elegido como Kit Cowan. En septiembre de 2021, Sally Field se unió al reparto interpretando a la madre de Kit, Marilyn. La fotografía principal comenzó en el otoño en la ciudad de Nueva York.

## Estreno
La película tuvo un estreno limitado por parte de Focus Features el 2 de diciembre de 2022, antes de expandirse el 9 de diciembre.

## Recepción
Spoiler Alert recibió reseñas generalmente positivas de parte de la crítica y de la audiencia. En el sitio web especializado Rotten Tomatoes, la película posee una aprobación de 86%, basada en 93 reseñas, con una calificación de 6.7/10, mientras que de parte de la audiencia tiene una aprobación de 84%, basada en más de 250 votos, con una calificación de 4.1/5.
El sitio web Metacritic le dio a la película una puntuación de 61 de 100, basada en 22 reseñas, indicando "reseñas generalmente favorables", mientras que en el sitio IMDb los usuarios le asignaron una calificación de 7.3/10, sobre la base de 6100 votos. En la página web FilmAffinity la cinta tiene una calificación de 6.4/10, basada en 246 votos.